# Campeonato Mundial de Patinaje de Velocidad sobre Hielo de 1984
El LXXVIII Campeonato Mundial de Patinaje de Velocidad sobre Hielo se celebró en dos sedes: las competiciones masculinas en Gotemburgo (Suecia) del 25 al 26 de febrero y las femeninas en Deventer (Países Bajos) del 28 al 29 de enero de 1984 bajo la organización de la Unión Internacional de Patinaje sobre Hielo (ISU), la Federación Sueca de Patinaje sobre Hielo y la Federación Neerlandesa de Patinaje sobre Hielo.

## Resultados

### Masculino
| Evento                | Oro                                           | Plata                                  | Bronce                                             |
| --------------------- | --------------------------------------------- | -------------------------------------- | -------------------------------------------------- |
| 500 m                 | Hilbert van der Duim · Países Bajos · 39,06 s | Jacques Thibault · Canadá · 39,28 s    | Rolf Falk-Larssen · Noruega · 39,33 s              |
| 1500 m                | Oleg Bozhiev URSS 1:59,62                     | Frits Schalij · Países Bajos · 2:01,58 | Andreas Ehrig RDA 2:01,84                          |
| 5000 m                | Geir Karlstad · Noruega · 7:17,62             | Igor Malkov URSS 7:18,60               | Hilbert van der Duim · Países Bajos · 7:20,57      |
| 10000 m               | Michael Hadschieff · Austria · 15:00,30       | Mike Woods Estados Unidos 15:11,02     | Geir Karlstad · Noruega · 15:11,47                 |
| Clasificación general | Oleg Bozhiev URSS 169,633 pts.                | Andreas Ehrig RDA 170,283 pts.         | Hilbert van der Duim · Países Bajos · 170,678 pts. |

### Femenino
| Evento                | Oro                         | Plata                          | Bronce                             |
| --------------------- | --------------------------- | ------------------------------ | ---------------------------------- |
| 500 m                 | Karin Enke RDA 42,04 s      | Natalia Glebova URSS 42,17 s   | Natalia Petrusiova URSS 42,48 s    |
| 1500 m                | Karin Enke RDA 2:05,59      | Andrea Schöne RDA 2:07,37      | Natalia Petrusiova URSS 2:09,58    |
| 3000 m                | Karin Enke RDA 4:28,20      | Andrea Schöne RDA 4:28,92      | Mary Docter Estados Unidos 4:32,44 |
| 5000 m                | Andrea Schöne RDA 7:46,04   | Karin Enke RDA 7:49,07         | Gabi Schönbrunn RDA 7:51,73        |
| Clasificación general | Karin Enke RDA 175,510 pts. | Andrea Schöne RDA 176,980 pts. | Gabi Schönbrunn RDA 181,063 pts.   |

## Medallero
- Solo se otorgan medallas en la clasificación general.

| Núm. | País         | Oro | Plata | Bronce | Total |
| ---- | ------------ | --- | ----- | ------ | ----- |
| 1    | RDA          | 1   | 2     | 1      | 4     |
| 2    | URSS         | 1   | 0     | 0      | 1     |
| 3    | Países Bajos | 0   | 0     | 1      | 1     |
|      | TOTAL        | 2   | 2     | 2      | 6     |